# モバード (時計)

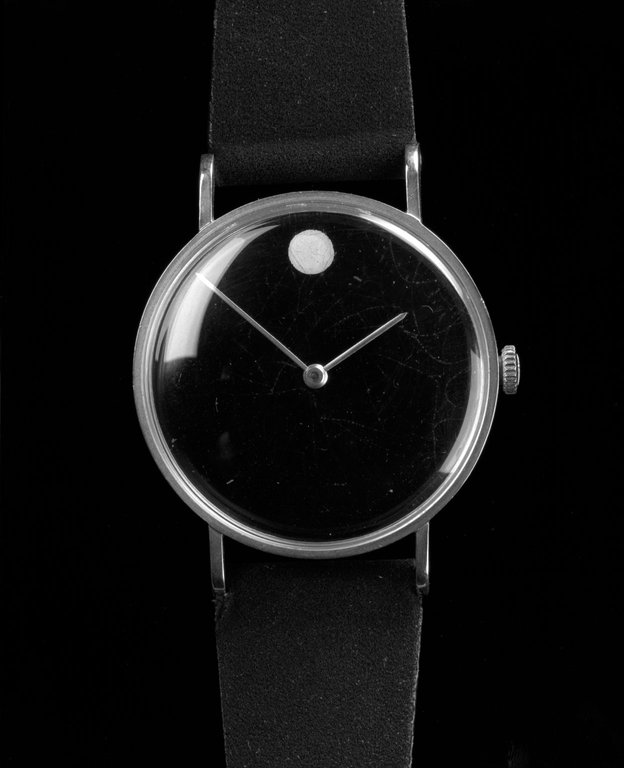
モバードを代表する腕時計の一つ、ミュージアム・ウォッチ（1955年頃）

モバード（Movado ）は、1881年にアシール・ディテシェイム（Achilles Ditesheim ）によりスイスのラ・ショー＝ド＝フォンに創業した時計メーカーである。1905年に社名をMovadoと改称した。この語はエスペラントで「運動」を意味する。かつては非常に高い技術力を持つマニュファクチュールであったが、クォーツショック以降他社製の機械式及びクオーツムーブメントを使用している。
現在はアメリカ資本で、コンコルド、エベルとグループを形成している。ニューヨーク証券取引所上場。

## 製品

### エルメト
1926年に発売された懐中時計で、弱い文字盤側を保護するため開閉式になっている。開閉の動作でゼンマイを巻き上げるため、時々時計を見れば巻き上げる必要はない。大型のエルメトプルマン（Ermeto Pullman ）、小型のベビーエルメト（Baby Ermeto ）、アラーム付きのエルメトフォン（Ermetophon ）、デイト付きのエルメトカレンダイン（Ermeto Calendine ）やエルメトスコープ（Ermetoscope ）、トリプルカレンダー・ムーンフェイズ付きのカレンダーメト（Calendermeto ）など各種ある。カルティエ、ティファニーへもOEM供給された。

### アクヴァティック
1930年代から1950年代にかけて生産された防水スポーツモデルにはアクヴァティック（Acvatic ）というペットネームが与えられている。カルティエにもOEM供給された。裏蓋はスクリュー式で、ラグが独特のデザインである。

### トリプルカレンダー
手巻きモデルがカレンドグラフ（Calendograph ）、自動巻モデルがカレンドマチック（Calendomatic ）、ムーンフェイズ付き手巻きモデルがアストログラフ（Astrograph ）という名称であり、1940年代から1950年代に掛けモバードの代表作の一つとなってティファニーへもOEM供給された。カレンドマチックに使われたキャリバー223Aは、超高級品を除けば唯一「31日から1日になる時に月表示を自動で進める」機能を持つ。

### クロノグラフ
手巻き時代の製品としてはキャリバー90、キャリバー90M、キャリバー95Mが有名である。一般的な30分計の代わりに60分計を持つ、4時位置のプッシュボタンがスタートとストップで2時位置のプッシュボタンがリセットである、一部モジュール化され整備がしやすいなど特徴的である。防水機能を持つモデルにはクロナクヴァティック（Chronacvatic ）というペットネームが与えられている。
1969年にはゼニスと共同でエル・プリメロを開発している。

### ミュージアム・ウォッチ
1947年にロシア出身のアメリカのデザイナー、ネイサン・ジョージ・ホーウィットによりデザインされ、1961年にモバードから販売されるようになった。黒地に12時に位置する金属製凹面ドットのみを配した文字盤及び二針が特徴。現在も、同社の代表作としてオリジナルの復刻版及びバリエーションが発売されている。

### Time/5
1988年にアンディ・ウォーホルによりデザインされ250本限定で製造された。デザインに際しては並々ならぬ力の入れようで、色々な案が出て来て最終デザイン決定まで7年掛かったという。5個の腕時計が連なってブレスレットを形成しており、文字盤はウォーホル自信が撮影した、それぞれ違うニューヨークの風景写真である。